# Украинска съветска социалистическа република
Украинската съветска социалистическа република (на украински: Українська Радянська Соціалістична Республіка, съкратено: Украинска ССР или УССР) е една от 15-те съюзни републики на СССР, които влизат в неговия състав от създаването му през 1922 г. до разпадането му през 1991 г. Според „Енциклопедията по украинознание“ е комунистическа държавна и политическа формация, възникнала в резултат на въоръжената агресия на болшевишка Русия с помощта на местни болшевики срещу Украинската народна република. Според съветски източници СССР е социалистическа държава.
Съвременната украинска историография твърди, че в някои периоди от своето съществуване Украинската ССР е имала определени формални черти на държавност в структурата на държавните органи. Известен е със своята мащабна индустриализация, тоталитаризъм в сталинистки стил и геноцид на украинците, включително няколко гладомора, които заменят украинизацията от 1920-те и 1930-те години. В Западна Украйна, която е анексирана от СССР през есента на 1939 г., са извършени масови депортации на местното население и множество наказателни акции на НКВД и МГБ с цел установяване на болшевишкия режим и потушаване на украинското освободително движение.
Водеща сила в УССР е Комунистическа партия на Украйна (болшевики) (по-късно преименувана на КПУ), която представлява регионална организация на Руска комунистическа партия (болшевики) – РКП(б) (по-късно КПСС) и разчита на Червената армия и структурите за държавна сигурност (НК-ОДПУ > НКВС > МГБ > КДБ). През 1954 г. ръководството на СССР предава Крим от РСФСР на УССР.
За разлика от Украинската народна република, която установява дипломатически отношения с повече от 20 държави, не е получава международно признание, въпреки факта, че през 1945 г. става един от съоснователите на Организацията на обединените нации (ООН). През 1934 г. столица на УССР става Киев, дотогава е град Харков. На 24 август 1991 г. Върховната Рада на Украинската ССР обявява независимостта на Украйна, във връзка с което Украинската ССР престава да съществува.
В резултат на разпадането на Съветския съюз и „перестройката“ УССР е преобразена в модерната държава Украйна, въпреки че новата ѝ конституция е ратифицирана чак на 28 юни 1996 г.

## История

### Образуване
Според историографията на съветската епоха, началото на съветската власт в Украйна се счита от 12 (25) декември 1917 г., когато руските болшевики (РСДРП(б)) заедно с руските социалисти-революционери организират Първият общоукраински конгрес на съветите в Харков избрат Народния секретариат, който обявява „съветското правителство на Украйна“. Така съветската историография води историята на СССР от 25 декември 1917 г.
По време на изборите за Учредително събрание през есента на 1917 г. само 10% от избирателите гласуват за болшевиките в Украйна, общо 754 хиляди гласа. В цяла Русия болшевиките разчитат на граждани и работници в промишлеността. В Украйна тези групи са малки и се състоят основно от „великоруси“ (руснаци). Във Волинската, Киевската, Полтавската, Таврийската губернии и в Черноморския флот не избират депутати от болшевиките.
По този начин се създава марионетно окупационно правителство. По това време, забавяйки преговорите в Брест, съветският народен комисар на Съветска Русия цели да спечели време, за да завърши превземането на голяма част от Украйна, включително нейната столица Киев, надявайки се да замени делегацията на Украинската народна република с делегация на марионетното правителство на Съветска Украйна.
Първият общоукраински конгрес на съветите приема резолюции „За организацията на властта в Украйна“ и „За самоопределението на Украйна“. Конгресът провъзгласява, че „Украйна е провъзгласена за Република на съветите на работническите, войнишките и селските депутати“. Украинската съветска работническа и селска република е наречена „Украинската народна република на съветите“ в официалните съветски актове веднага след нейното формиране.
През 1917 – 1920 г. има три опита за установяване на съветската власт (или по-точно болшевишката диктатура) в Украинската народна република, придружени с военната намеса на Съветска Русия. През март 1918 г. Украинската народна република на съветите, създадена преди това от болшевиките, със столица Харков, е провъзгласена за независима държава.
На 28 ноември 1918 г. в Курск е сформирано „Временното работническо-селско правителство на Украйна“ и неговите въоръжени формирования, след което болшевиките започват настъпление срещу Украйна. На 3 януари 1919 г. части на Съветската (Червената) армия превзема Харков, и на 6 януари 1919 г. е обявено „Временното работническо-селско правителство на Украйна“, което одобрява за първи път името „Украинска социалистическа съветска република“. УССР (до януари 1919 г. използва наречена „Украинска народна република“) официално провъзгласена за „отделна държава“ на 3-тия Общоукраински конгрес на съветите на 6-10 март 1919 г., когато е приета първата Конституция на УССР. Окончателно е одобрен от Общоукраинския централен изпълнителен комитет на заседание на 14 март 1919 г., подписан от членовете на Президиума на конгреса: Кръстьо Раковски, Георгий Пятаков, Андрей Бубнов и Емануил Квиринг, известни болшевики, но тяхното право да представляват украинския народ поражда съмнение.
Украинската съветска социалистическа република е провъзгласена на 10 март 1919 г., на 3-тия Общоукраински конгрес на съветите в Харков във връзка с територията под контрола на Червената армия на РСФСР. До началото на 1923 г. има формалните белези на независима държава, която от декември 1920 г. има съюзнически отношения с РСФСР, БССР, ЗСФСР. При образуването на УСРР водеща сила е Комунистическа партия на Украйна (болшевики), която е клон на Руска комунистическа партия (болшевики) като регионална организация. КПУ (болшевики) по това време има 4364 члена, от тях 130 украинци.

### Присъединяване към СССР
На 28 декември 1920 г., по време на VIII Общоруски конгрес на съветите в Москва е подписан „Съюзен договор между РСФСР и УССР“ за „военно-икономически съюз“: от страна на РСФСР – председателят на Народния комисариат на РСФСР – Владимир Ленин и народният комисар на външните работи на РСФСР – Георгий Чичерин, от страна на УССР – председателят на Народния комисариат на УССР и на външните работи – Кръстьо Раковски. За постигане на прокламираната цел се обединяват „1) военни и морски дела, 2) Върховния съвет на народното стопанство, 3) външна търговия, 4) финанси, 5) труд, 6) начини за комуникация и 7) пощи и телеграфи“. От този момент всички решения относно икономическата дейност в Украйна се вземат от правителството на РСФСР, а правителството на УССР става негова изпълнителна единица.
На 30 декември 1922 г. в Москва се състои конгрес, на който Йосиф Сталин чете декларацията относно Договора за създаване на СССР и предлага неговото одобрение. Въпреки това, ораторът от името на делегациите на републиките на Михаил Фрунзе подчертава преждевременността на окончателното приемане на представените документи, делегациите на автономните държави считат за необходимо да направят допълнителни гаранции, проведени на Втори Съюзен конгрес на съветите. Решението за одобряване на Договора е прието основно от Конгреса. Текстът на Договора, предоставен от Сталин, впоследствие е представен на делегатите за подпис и 23 от 352-ма избрани от Украйна се подписват.
Така на 30 декември 1922 г. Украинската ССР е де факто анексирана, губейки номиналната независимост, която е имала дотогава. Независимостта на републиката до 1929 г. обаче все още е залегнала в измененията на член 6 от Конституцията на СССР, въведени през 1925 г.
През октомври 1924 г. Таганрогски и Шахтински окръг са предадени на РСФСР. През октомври 1925 г. ЦИК на СССР „За уреждане на границите на Украинската ССР с Руската ССР и Беларуската ССР“ присъединява към Украинската ССР територия с население от 278 000 души, както и към РСФСР, територията с население около 479 000 души се предава от Украйна. В същото време Кубан, населен предимно с украинци, не се присъединява към Украинската ССР и постепенно се русифицира.
По време на образуването на СССР името на републиката е Украинската социалистическа съветска република. Според Конституцията от 1936 г. редът на думите в името на републиката е променен на „Украинска съветска социалистическа република“ (УССР). Територията на УСРР/УРСР претърпява редица промени и окончателно се формира през 1954 г.

### Украинизация
През април 1923 г. на XII конгрес на РКП(б) се обявява политика на коренизация. Целта е, да засили болшевишкия контрол и влияние в националните области чрез насърчаване на развитието на националната култура. Украинският процес на коренизиране е наречен украинизация, той се извършва чрез включване на украинците в държавния апарат и ръководните органи на обществените организации, въвеждането на украинския език в целия обществен живот, във всички институции и образователни институции. Въпреки че делът на украинците от населението на УССР е 80%, то делът им в ръководството на КПУ(б) е по-малко от 30%. 95% от съветските власти в Украйна се състоят от руснаци или рускоезични работници. Поради това значителна част от ръководството на КПУ(б), водено от Дмитрий Лебед, се противопоставя на украинизацията. На нея се противопоставя група, водена от Николай Скрипник, Александър Шумски и Владимир Затонски.
На 27 юли 1923 г. Съветът на народните комисари на Украинска ССР издава декрет „За мерките за украинизиране на образователните и културно-просветните институции“, който определя реда и сроковете за превод на обучението на украински език в учебните заведения. На 1 август същата година е издадена резолюция „За осигуряване на равенство на езиците и насърчаване на развитието на украинската култура“, която провъзгласява равенството на всички езици в УССР и украинския език за официален, като основа за официална комуникация. Целта е украинизиране на целия държавен апарат с цел укрепване на съюза на властта и населението. През 1924 – 1925 г. украинският език е въведен в повечето училища и институции на републиката. Владимир Затонски, секретар на ЦК на Комунистическата партия на Украйна (болшевики) ръководи украинизацията. На 30 април 1925 г. Президиумът на Общоукраинския централен изпълнителен комитет и съветският народен комисар на УССР създават Общоукраинската централна комисия за украинизация начело с министър-председателя Влас Чубар. На 20-29 ноември 1927 г. в Харков се провежда Десетият конгрес на КПУ(б), който отбелязва „големи постижения” в областта на националната политика. Броят на украинците в КПУ(б) по това време е 54,5%, в Комсомола – 65%. Повече от половината членове на изпълнителния и окръжния комитет на партията са украинци, 35% са членове на ЦК на КПУ(б), а 66% са членове на Политбюро на ЦК на КПУ(б). Вестници, списания и литература се преподават и издават на украински. Ръководството на УССР оказва културна помощ на украинците в Кубан, както в Курска и Воронежка губерния, в Далечния изток и в Казахстан.
Развитието на украинската култура е повлияно негативно от дейността на един от най-близките съюзници на Сталин – Лазар Каганович, който през 1925 – 1928 г. е генерален секретар на ЦК на Комунистическата партия на Беларус. Той се разграничава от лидерите на КПУ(б), настроен срещу украинската интелигенция се съпротивлява на украинизацията, търсейки националистически пристрастия. На 26 април 1926 г. Сталин изпраща писмо до Каганович и други членове на Политбюро на ЦК на КПУ(б) с критика на политиката на украинизация. Този документ е използван срещу лидерите на украинизацията, по-специално Александър Шумски. На 2 февруари 1927 г. под натиска на Каганович Политбюро на ЦК на КПУ(б) освобождава Шумски от поста народен комисар на образованието на УССР. На съвместния пленум на ЦК и ЦК на КПУ(б), който се провежда от 26 февруари до 3 март 1927 г., Каганович започва кампания срещу „шумскизма“, „вълнизма“ и „Волобуевщина“, която попречи на украинизацията. В началото на 1930-те години Сталин и неговите поддръжници най-накрая го спират. Активните украинизатори са репресирани от болшевишкия режим.

### Образование
След Гражданската война болшевишката партия се опитва да контролира всички сфери на културния, образователния и духовния живот на обществото. Целта е комунистическото възпитание на населението в Украйна. За целта на първо място е проведена кампания за премахване на неграмотността, която се състои от 1921 до 1935 г. В дейността й участват обществени и партийни организации, училища и центрове за ограмотяване. Благодарение на кампанията броят на писателите нараства от 53% (1920) на 70% от възрастното население в градовете и 50% в селата (1927).
През 1920-те и 1930-те години в СССР има общообразователно трудово училище на две нива: първото 1-4 клас (8-11 години) и второто 5-7 клас (12-15 години). Средното образование (15-18 години) се осигурява от професионални училища с 3-годишен срок на обучение. Съществува мрежа от фабрични чиракувания (ФЗУ) и минни училища, където завършилите четиригодишно основно училище учат 3-4 години, там се обучават нискоквалифицирани работници. Въпреки увеличаването на броя на училищата – от 17 хиляди (1923) на 20 хиляди (1928), повече от една трета от децата в училищна възраст остават без образование. Обучението се провежда предимно на украински език, въпреки че има национални училища. През 1920-те и 1930-те години в образованието преобладава класовият подход, при който работническата класа има привилегии. Изучаването на марксизма е въведено в училищата.

### Индустриализация и Гладомор
От 1928 г. се изпълнява 5-годишен план, а с него и колективизация на селското стопанство и индустриализация за сметка на селячеството. В същото време новата икономическа политика е спряна. Москва, страхувайки се от украинско културно възраждане, нанася удари по културни, научни и религиозни дейци, като процеса срещу Съюза за освобождение на Украйна от 1930 г. Селското население търпи поражения от колективизацията, особено по време на изкуствения глад през 1932 – 1933 г.
През 1930-те години са извършвани многократни чистки в държавния и партийния апарат на УССР, редуват се първите секретари на ЦК на КПУ(б) (Лазар Каганович, Станислав Косиор, Никита Хрушчов).
През 1935 – 1937 г. чистката се пренася във всички нива на партийните и държавни кадри. Косиор и Постишев, вторият секретар на КПУ(б) са ликвидирани, а няколко лидери се самоубиват. Украински културни дейци са масово разстрелвани. Остатъците от административната и икономическа автономия на УССР биват премахвани.
Според Конституцията от 1936 г. наименованието на републиката е променено на „Украинска съветска социалистическа република“ (УССР). Едва след като държавният и партиен апарат на Украинската ССР е обезглавен на 70 – 80% от Голямата чистка, през 1938 г. Никита Хрушчов е назначен за първи секретар на ЦК на Комунистическата партия на Беларус.

### Политика на ръководството на Съветска Русия и СССР по отношение на УССР
От първия ден на завземането на властта в Руската република, болшевишкото крило на РСДРП провежда политика на насилствено задържане на украинските земи под руско управление.
През 1928 г. за първи път в СССР украинския болшевик, икономист и географ – Михаил Волобуев в статията си „По проблема за украинската икономика“ разкрива колониалния характер на политиката на руското ръководство към украинските земи в състава на СССР. Статията очертава фазите на развитие на царската колониална политика в Украйна преди 1917 г. и опровергава версията за пълното единство на предреволюционната руска икономика. Според Волобуев икономиката е обединена на антагонистична империалистическа основа, но по отношение на центробежните сили на потиснатите колонии е комплекс от национални икономики. Украйна е единен икономически комплекс.
При съветската власт обаче тези обстоятелства са игнорирани както от руските икономисти, така и от ръководните органи на Москва (включително Държавния комитет по планиране на СССР), които като цяло избягват дори името „Украйна“, предпочитайки термините „Юг“, „Южен район“, „Югозапад“, „Южна европейска Русия“, „Южна икономика“, а също така счита Украйна за колония от европейски тип, която става част от СССР. Волобуев заявява, че Украйна има всички белези на руска колония и е икономически експлоатирана от нея.
През първото десетилетие след революцията въпросът за конфликтите между Украйна и Русия, въпросът за украинските претенции и опозиционните движения е поставен ок. десет пъти пред ръководството на Коминтерна – на международни конгреси и пленуми.
С решение на ЦК на ВКП(б) от 24 януари 1933 г. Павло Постишев е назначен за втори секретар на ЦК на КПУ(б), което му дава диктаторски правомощия. В същото време във всеки окръг в Украйна са изпратени около 30 „политкомисари“, което заедно възлиза на около 15 000 души. Това действие бележи началото на насилствената намеса на Москва в украинските вътрешни работи.

### Втора световна война
В резултат на политическо споразумение между СССР и хитлеристка Германия през септември 1939 г. и юни-юли 1940 г., западноукраинските земи, които преди това са били част от Полша и Румъния са присъединени към УССР. Още преди официалното узаконяване на присъединените земи в СССР започва депортирането на населението в източните райони на СССР.
В края на септември 1939 г. в Лвов пристигат Никита Хрушчов (член на Военния съвет на Украинския фронт) и Иван Серов (народен комисар на вътрешните работи на Украинската ССР). Серов лично ръководи масовите арести, следвайки заповедта на Лаврентий Берия за „почистване“ на територията на Западна Украйна от „украински буржоазни националисти“ и „полски враждебни елементи“. На 28 юни 1940 г. територията на Северна Буковина и Хотин е окупирана и анексирана от СССР по таен допълнителен протокол към пакта Рибентроп-Молотов. Територията на региона става Чернивецка област на УССР. Още на 3 юли започват политически репресии в анексираните територии.
През септември 1940 г. в Москва, народният комисар по отбраната на СССР – Климент Ворошилов издава заповед да се осигури в Галиция и Волиния приятелско отношение към немските колонисти. Издава категорична забрана за реквизиции, изискване за заплащане на закупените стоки с пари.
През същия месец народният комисар по отбраната на СССР – Климент Ворошилов издава заповед № 0059, в която посочва докладите на Сталин, за престъпни действия на войници и командири на 6-та армия на Украинския фронт в окупираната територия на Западна Украйна, включително случаи на спонтанни екзекуции. Порицани са командирът на армията Ф. Голиков и членът на Военния съвет Захаричов.
Германско-съветската война през 1941 – 1945 г. се провежда предимно на украинска земя и Украйна претърпява големи разрушения и щети. Територията на окупирана от немските войски Украйна отново е административно разделена на западна (Дистрикт Галиция като част от генерал-губерния Полша) и източна (Райхкомисариат Украйна) части, а правата на коренното население са силно ограничени, въпреки периодичните, чисто формални, прояви на „симпатия“ към украинците. Използването на руски език в административните институции е забранено в някои градове.
През 1943 – 1944 г. Червената армия освобождава територията на УССР от германците и започва да възстановява съветския ред.
Първоначално Западна Украйна имаше малко по-различна политика (например колективизацията се отлага до 1948 – 1950 г.), но ликвидацията на Гръкокатолическата църква (1946) и борбата срещу въоръжените сили на Украинската въстаническа армия през 1944 – 1952 г. създават умиротворена зона с масови депортации от Западна Украйна и арести.
Първоначалните надежди, че автономията и външният престиж (присъединяването на Украйна към ООН) ще се увеличат след войната, не се оправдават. Сталин и партийното ръководство в Москва провеждат „политика на твърда ръка“.

### Присъединяване към ООН и свързани събития
През 1945 г. Украинската съветска социалистическа република става сред съоснователите на Организацията на обединените нации (ООН), като република на формално конфедеративна държава, заедно с БССР и РСФСР.
Създаването на Организацията на обединените нации е улеснено от резултатите от Московската конференция на външните министри на САЩ, Великобритания и СССР през октомври 1943 г. На 30 октомври 1943 г. САЩ, Великобритания, СССР и Китай (от името на тяхното правителство – посланик на Китай в СССР) подписаха Декларация за обща сигурност – документ, който за първи път е записано решението за създаване на Организацията на обединените нации, което по-късно става основа на бъдещия Устав на ООН.
На 4 март 1944 г. Киев получава директива от Москва, въз основа на която 6-та сесия на Върховната Рада на СССР приема закон „За създаването на съюзно-републикански народен комисариат по външните работи на УССР“ и променя Конституцията си.
Една от основните причини, които принуждават Сталин и съюзническото ръководство да разширят правомощията на СССР на международната арена, е желанието да увеличи влиянието си в новата международна структура чрез допълнителни гласове.

## Административно деление
Към момента на създаването си УССР не обхваща териториите на Западна Украйна (Лвов, Ровно, Тернопол, Дрохобич и др.), Крим, териториите на Донецко-Криворожската съветска република (Харков, Луганск, Донецк, Кривой Рог и др.), и Северна Буковина (вкл. Чернивци), Закарпатието, части от Бесарабия, Одеса. В същото време от самото начало на своето съществуване УССР претендира за територията на 9 украински провинции (Таврия – без Крим). С решение на ЦК на РКП(б) от 15 март 1918 г. Донецкият басейн е признат за територия на Украйна. Делегати от Донбас присъстват на Втория общоукраински конгрес на съветите, и така Украйна е провъзгласена за независима съветска федеративна република. В същото време УССР включва в състава си южните територии на съвременната Гомелска област на Беларус.

### Промени от 1919 – 1926 г.
След консолидирането на съветската власт в Украйна, нейна столица до средата на март 1919 г. е Харков. Известно време Белгородски и Грайворонския уезд от предреволюционната Курска губерния стават част от УССР. На 31 януари 1919 г. РНК на УССР приема постановление за образуването на Донецка губерния като част от два уезда – Бахмутски и Славяносръбски. Проектът за постановление предвижда украинското правителство да не претендира за Донския регион на РСФСР. На 25 февруари 1919 г. се разглежда въпросът за границите между РСФСР и СССР. Основното решение е да се запазят предреволюционните граници между провинциите като граници между републиките, но 4-те северни окръга на Черниговска губерния са прехвърлени на РСФСР и ги прави част от Гомелска губерния – първата нова провинция, създадена от съветското ръководство.
На 15 март 1920 г. РСФСР предава на УССР населени места от Донецки и Черкаски окръг. През август 1924 г. част от Шахтински и Таганрогски окръг в Донецка губерния на Украинската ССР са върнати на РСФСР.
През 1925 – 1926 г. територията на Украйна продължава да нараства. На 16 октомври 1925 г. РСФСР прехвърля част от Курска губерния (територия на Путивълски повят (без Крупецка волост), Креничанска волост на Грайворонски повят, части от Грайворонски и Белгородски повят. На 1 април 1926 г. е присъединена Семеновската волост от Новозибковския повят на Брянска губерния, както и Троицка волост на Валуйски повят във Воронежка губерния.

### Промени от 1939 – 1954 г.
През септември 1939 г. съветските войски окупират Полша, като под техен контрол попада територията на Западна Украйна, която на 14 ноември 1939 г. официално става част от УССР. От придобитите територии на 16 август 1945 г. са направени някои отстъпки на Полша, линията на границата на УССР с Полската народна република е начертана по линията „Кързън“, с малки отклонения в полза на Полша (включително град Пшемишъл).
На 28 юни – 3 юли 1940 г. съветските войски окупират Бесарабия и Северна Буковина, които преди това принадлежат на Кралство Румъния. На 2 август 1940 г. Приднестровието е отнето от Украинска ССР (то, заедно с редица територии в Бесарабия, образува Молдовска ССР). УССР получава Северна Буковина с Чернивци и южните райони на Бесарабия с град Белгород Днестровски (Акерман).
През март 1945 г., според договорите между СССР и Полша, част от Дрогобичка област (Бирчански, Лискивски район и западната част на Пшемишълския район с град Пшемишъл) е даден на Полша.
На 29 юни 1945 г. в Москва е подписано споразумение за присъединяване на Подкарпатска Рус към СССР, която преди това принадлежи на Чехословакия. Присъединени са и някои части от Словакия. Новите територии са наречени Закарпатие.
През май 1948 г. Медиковски район е прехвърлен от Дрогобичска област на Полша.
На 15 февруари 1951 г. се извършва размяна на територии между СССР и Полша, в резултат на което Украинската ССР губи част от територията на Дрогобичка област (Нижне-Устрицки район).
На 19 февруари 1954 г. Крим е прехвърлен от РСФСР на Украинска ССР (без да е уточнен статута на град Севастопол).

### 17 януари 1979 г.
Административно деление на Украинска ССР към 17 януари 1979 г.:
| Области             | Райони | Селски съвети | Градове | Селища от градски тип | Градски райони | Население (в хил. души) | Дял на градското население (в %) | Гъстота на населението (в км2) |
| ------------------- | ------ | ------------- | ------- | --------------------- | -------------- | ----------------------- | -------------------------------- | ------------------------------ |
| Виницка             | 26     | 591           | 11      | —                     | 28             | 2046                    | 35                               | 77,2                           |
| Волинска            | 15     | 309           | 10      | 20                    | —              | 1015                    | 40                               | 50,3                           |
| Ворошиловградска    | 18     | 170           | 37      | 105                   | 4              | 2787                    | 85                               | 104,4                          |
| Днипропетровска     | 20     | 219           | 18      | 54                    | 18             | 3639                    | 80                               | 114,1                          |
| Донецка             | 18     | 204           | 49      | 134                   | 20             | 5160                    | 89                               | 194,7                          |
| Житомирска          | 22     | 531           | 9       | 41                    | 2              | 1597                    | 44                               | 53,4                           |
| Закарпатска         | 13     | 257           | 9       | 28                    | —              | 1155                    | 38                               | 90,2                           |
| Запорожка           | 18     | 228           | 13      | 20                    | 6              | 1947                    | 71                               | 71,6                           |
| Ивано-Франкивска    | 14     | 350           | 13      | 26                    | —              | 1332                    | 36                               | 95,8                           |
| Киевска (вкл. Киев) | 25     | 559           | 23      | 29                    | 12             | 4068                    | 74,1                             | 140,7                          |
| Кировоградска       | 21     | 293           | 12      | 26                    | 2              | 1251                    | 52                               | 50,9                           |
| Кримска             | 15     | 231           | 15      | 54                    | 10             | 2183                    | 67                               | 80,9                           |
| Лвовска             | 20     | 487           | 39      | 36                    | 5              | 2584                    | 53                               | 118,5                          |
| Николаевска         | 19     | 216           | 7       | 20                    | 4              | 1242                    | 60                               | 50,5                           |
| Одеска              | 26     | 349           | 17      | 29                    | 8              | 2544                    | 62                               | 76,4                           |
| Полтавска           | 25     | 375           | 15      | 21                    | 5              | 1741                    | 50                               | 60,5                           |
| Ровненска           | 15     | 306           | 9       | 18                    | —              | 1121                    | 36                               | 55,8                           |
| Сумска              | 18     | 341           | 15      | 20                    | 2              | 1463                    | 53                               | 61,5                           |
| Тернополска         | 16     | 423           | 16      | 14                    | —              | 1163                    | 31                               | 84,3                           |
| Харковска област    | 25     | 327           | 16      | 62                    | 9              | 3056                    | 75                               | 97,3                           |
| Херсонска           | 18     | 214           | 8       | 30                    | 3              | 1164                    | 58                               | 40,8                           |
| Хмелницка           | 20     | 466           | 11      | 25                    | —              | 1558                    | 36                               | 75,6                           |
| Черкаска            | 20     | 412           | 15      | 19                    | 2              | 1547                    | 44                               | 74,0                           |
| Чернивецка          | 10     | 204           | 10      | 9                     | 3              | 890                     | 38                               | 109,9                          |
| Черниговска         | 22     | 460           | 15      | 31                    | 2              | 1502                    | 44                               | 47,1                           |
| Украинска ССР       | 479    | 8 522         | 412     | 899                   | 120            | 49 755                  | 61                               | 82,4                           |

## Население
В началото на 1920-те години в резултат на царската политика украинските градове са русифицирани. Украинците съставляват по-малко от една трета от населението в градовете, 17% в Киев, по-малко от 25% в Харков и не повече от 10% в Одеса. Болшевишкият елит, интелигенцията и пролетариатът също са руснаци или рускоезични. От 3702 отговорни служители на губернаторско, окръжно и районно ниво само 797 говорят украински. В републиканските институции има още по-малко такива служители. В същото време, според преброяването на населението в УССР през 1926 г. делът на украинците е 80%.

### Етнически състав
Етнически групи в Украинска ССР според преброяванията на населението през 1959, 1970, 1979 и 1989 г.:
| Украинци                                            | 32 158 493 | 76,8       | 35 283 857 | 74,9       | 36 488 951 | 73,6       | 37 419 053 | 72,7       |
| Руснаци                                             | 7 090 813  | 16,9       | 9 126 331  | 19,4       | 10 471 602 | 21,1       | 11 355 582 | 22,1       |
| Евреи                                               | 840 311    | 2,0        | 777 126    | 1,7        | 634 154    | 1,3        | 486 628    | 1,2        |
| Румънци / Молдовани                                 | 391 753    | 1,1        | 378 043    | 1,1        | 415 371    | 1,1        | 459 350    | 1,0        |
| Беларуси                                            | 290 890    | 0,7        | 385 847    | 0,8        | 406,098    | 0,8        | 440 045    | 0,9        |
| Българи                                             | 219 419    | 0,5        | 234 390    | 0,5        | 238 217    | 0,5        | 233 800    | 0,5        |
| Поляци                                              | 363 297    | 0,9        | 295 107    | 0,6        | 258 309    | 0,5        | 219 179    | 0,4        |
| Унгарци                                             | 149 229    | 0,4        | 157 731    | 0,3        | 164 373    | 0,3        | 163 111    | 0,3        |
| Гърци                                               | 104 359    | 0,3        | 106 909    | 0,2        | 104 091    | 0,2        | 98 594     | 0,2        |
| Татари                                              | 61 334     | 0,2        | 72 658     | 0,2        | 83 906     | 0,2        | 86 875     | 0,2        |
| Арменци                                             | 28 024     | 0,1        | 33 439     | 0,1        | 38 646     | 0,1        | 54 200     | 0,1        |
| Цигани                                              | 22 515     | 0,1        | 30 091     | 0,1        | 34 411     | 0,1        | 47 917     | 0,1        |
| Кримски татари                                      | 193        | 0,0        | 3554       | 0,0        | 6636       | 0,0        | 46 807     | 0,1        |
| Азербайджанци                                       | 6680       | 0,0        | 10 769     | 0,0        | 17 235     | 0,0        | 36 961     | 0,1        |
| Германци                                            | 23 243     | 0,1        | 29 871     | 0,1        | 34 139     | 0,1        | 37 849     | 0,1        |
| Гагаузи                                             | 23 530     | 0,1        | 26 464     | 0,1        | 29 398     | 0,1        | 31 967     | 0,1        |
| Грузинци                                            | 11 574     | 0,0        | 14 650     | 0,0        | 16 301     | 0,0        | 23 540     | 0,1        |
| Караити                                             | 3301       | 0,0        | 2596       | 0,0        | 1845       | 0,0        | 1404       | 0,0        |
| Други                                               | 129 338    | 0,3        | 157 084    | 0,3        | 165 650    | 0,3        | 209 172    | 0,4        |
| Общо                                                | 41 869 046 | 41 869 046 | 47 126 517 | 47 126 517 | 49 609 333 | 49 609 333 | 51 452 034 | 51 452 034 |
| 1 Източник:. 2 Източник:. 3 Източник:. 4 Източник:. |            |            |            |            |            |            |            |            |